# Estación de Fluvià
Fluvià es una estación de la línea T4 del Trambesòs de Barcelona. Está ubicada en la avenida Diagonal, entre su intersección con las calles Fluvià y Bac de Roda, en el distrito de San Martín. 

## Historia
Esta estación entró en servicio con el estreno del primer tramo del Trambesòs. Dicho tramo fue inaugurado el 8 de mayo de 2004 (el día antes de la apertura del Fórum de las Culturas) por el entonces alcalde de Barcelona, Joan Clos y el consejero de Política Territorial y Obras Públicas de la Generalidad de Cataluña y presidente de l'ATM, Joaquim Nadal.

## Líneas
| << cabecera | < estación | línea | estación >   | cabecera >>           |
| ----------- | ---------- | ----- | ------------ | --------------------- |
| Verdaguer   | Pere IV    |       | Selva de Mar | Estació de Sant Adrià |